# United States Shipping Board

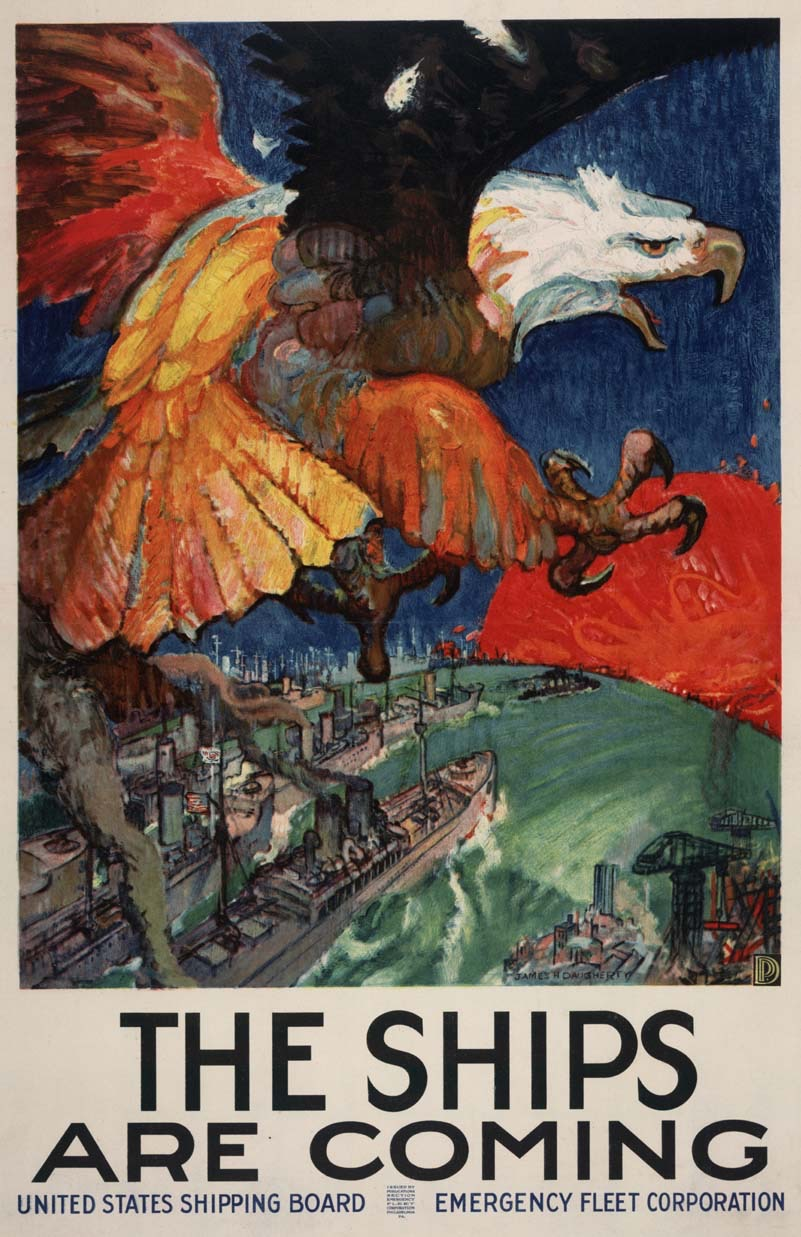
Werbeposter des United States Shipping Board von 1917/18

Das United States Shipping Board (USSB) war eine US-amerikanische Schifffahrtsbehörde. Sie wurde 1916 gegründet, 1933 zu einer Abteilung des Handelsministeriums umgewandelt und 1936 von der United States Maritime Commission abgelöst.

## Geschichte
Während des Ersten Weltkriegs wurde für die US-Regierung ein Mangel an Frachtschiffen erkennbar. Daraufhin wurde im September 1916, rund ein halbes Jahr bevor die Vereinigten Staaten in den Ersten Weltkrieg eintraten, das United States Shipping Board gegründet, um Handelsschiffe zu bauen und zu betreiben, die den Kriegszielen der Vereinigten Staaten dienen sollten. Ab Januar 1917 wurde die eigentliche Organisation aufgebaut. Den Betrieb und Unterhalt der Flotte innerhalb des USSB übernahm die Emergency Fleet Corporation.
Das USSB legte ein landesweites Notbauprogramm auf, um den Mangel an Handelsschiffen zu beenden. Im Zuge dieses Programm wurde unter anderem die Hog Island Werft, mit ihren 50 Hellingen damals der größte Schiffbaubetrieb der Welt, durch die New York Shipbuilding Company errichtet. Dort wurden bis 1921 122 Hog Islander gebaut. Insgesamt entstanden rund 1000 Schiffe unter der Regie des USSB. Gleichzeitig betrieb die Behörde zu Spitzenzeiten über zwei Millionen Tonnen Schiffsraum, darunter auch die bei Kriegseintritt der USA beschlagnahmten deutschen Schiffe.
Nach dem Krieg besaß das Shipping Board eine große Zahl von überzähligen Schiffen. Die Behörde gründete mit diesen Schiffen zahlreiche Liniendienste, die überwiegend von privaten amerikanischen Reedereien betrieben wurden. Ein Teil der Liniendienste wurde mitsamt den Schiffen später von den Betreiberreedereien übernommen, wobei die Liniennamen oft beibehalten wurden, andere wurden eingestellt. Ab 1927 übernahm die Merchant Fleet Corporation den Betrieb der verbleibenden staatlichen Handelsflotte von der Emergency Fleet Corporation.
Im Jahr 1933 wurde das USSB zunächst zum U.S. Shipping Bureau innerhalb des Handelsministeriums der Vereinigten Staaten umgestaltet. Nachdem der Kongress der Vereinigten Staaten 1936 den Merchant Marine Act beschlossen hatte, wurde das U.S. Shipping Bureau aufgelöst und durch die United States Maritime Commission ersetzt, die auch den Betrieb der US-Handelsflotte von der Merchant Fleet Corporation übernahm.